# Monte Crivo
Il Monte Crivo (1.277 m) è un rilievo del versante tirrenico dell'Appennino lucano. È situato tra i comuni di Maratea e Trecchina in Basilicata.

## Geografia
Sul punto più alto del monte sorge una croce votiva in ferro battuto, costruita verso la metà del XX secolo elemento fondamentale per alpinisti ed escursionisti. Grazie alla sua altezza la vista panoramica è mozzafiato. Si può ammirare il Golfo di Policastro, ed altre località del Mar Tirreno. Nelle giornate limpide non è impossibile scorgere l'Isola di Stromboli. Il monte è costituito principalmente da calcare dolomitico, formatosi intorno al Oligocene. Fino ai 950 metri vi sono fitti boschi di lecci e querce che rivestono la nuda roccia, molti di questi sono secolari. La struttura del monte è molto simile a quella del vicino Monte Coccovello.